# Элькинд, Полина Соломоновна
Поли́на Соломо́новна Э́лькинд (7 мая 1918 — 17 мая 1981) — советский адвокат, доктор юридических наук, специалист в области уголовно-процессуального права, профессор.

## Биография
В 1934 году поступила в Ленинградский юридический институт (с 1954 года — юридический факультет Ленинградского, а с 1991 года — Санкт-Петербургского государственного университета). По окончании института в 1939 году училась в аспирантуре. Одновременно работала в институте преподавателем уголовного процесса, занималась адвокатской деятельностью. В начале Великой Отечественной войны в 1941 году была эвакуирована в Саратов, где работала в юридической школе и в институте. В 1942 году защитила в Московском государственном университете (МГУ) кандидатскую диссертацию на тему «Право обвиняемого на защиту в советском уголовном процессе», а в 1963 году в Ленинградском государственном университете (ЛГУ) — докторскую диссертацию на тему: «Сущность советского уголовно-процессуального права». С 1944 по 1981 год работала на юридическом факультете ЛГУ — сначала доцентом, а с 1965 года — профессором кафедры уголовного процесса и криминалистики. Трудовые заслуги П. С. Элькинд отмечены медалями СССР и почетными грамотами.

### Учёный
П. С. Элькинд поддерживала регулярные связи с учёными Москвы, Ленинграда и других научных центров, принимала активное участие в научных и практических конференциях, симпозиумах и семинарах.

### Педагог
П. С. Элькинд пользовалась большим авторитетом не только как учёный, но и как педагог, внесший весомый вклад в подготовку и воспитание научных и практических работников. 
Уже будучи тяжело больной, П. С. Элькинд продолжала читать лекции, вести педагогическую и научную работу, потому что не мыслила себя вне любимого дела, вне служения людям... Из жизни ушел принципиальный коммунист, видный ученый, человек высоких моральных качеств .

Могила Элькинд на Северном кладбище Санкт-Петербурга.

### Общественный деятель
Много сил и энергии П. С. Элькинд отдала общественной работе. С 1960 года она была членом методического совета областного отделения общества «Знание» по юридическим наукам, руководила факультетским бюро общества «Знание», школой юного юриста, являлась активным пропагандистом правовых знаний.

## Труды
П. С. Элькинд является автором более 120 публикаций, в том числе 10 монографий, написанных как лично, так и в соавторстве. Её книги являются большим вкладом в развитие теории уголовно-процессуального права.

### Монографии
- Элькинд П. С. Расследование и судебное рассмотрение дел о невменяемых. — М.: Госюриздат., 1959. — 111 с.
- Элькинд П. С. Сущность советского уголовно-процессуального права. — Л.: Изд-во Ленингр. ун-та., 1963. — 172 с.
- Элькинд П. С. Толкование и применение норм уголовно-процессуального права. — М.: Юрид.лит., 1967. — 192 с.
- Элькинд П. С. Цели и средства их достижения в советском уголовно-процессуальном праве. — Л.: Изд-во Ленингр. ун-та., 1976. — 143 с.

Разносторонность научных интересов П. С. Элькинд сказалась в написании таких работ, как «Воспитательная роль советского суда», «Закон и молодежь», «Отражение ленинских идей в правовых воззрениях А. М. Горького» и др.